# Rathlin Castle
Rathlin Castle, även Bruces Castle, är en medeltida borgruin på ön Rathlin Island i Storbritannien. Den ligger i distriktet Causeway Coast and Glens och riksdelen Nordirland.